# Betriebsräteakademie
Die Betriebsräteakademie (BRAK) wurde 1991 ins Leben gerufen und ist die Bezeichnung für ein spezielles Ausbildungsprogramm für Arbeitnehmervertreter der österreichischen Arbeiterkammern von Wien, Niederösterreich, Steiermark und Oberösterreich.

## Ziele
Der Unterricht zielt auf die Vermittlung und Vertiefung all jener Kenntnisse und Fähigkeiten ab, die für die Betriebsratsarbeit und Personalvertretung erforderlich sind. Die Bewerber werden von den Gewerkschaften nominiert.

### Inhalte
Jede Länderkammer bestimmt die Lehrinhalte eigenständig und setzt individuelle Schwerpunkte. Der Unterricht besteht aus einer Vorbereitungsklausur (1 ½ Wochen), dem Kernlehrgang (14 Wochen) und einem Follow up (2 ½ Tage) und setzt sich u. a. aus folgenden Themenbereichen zusammen:
- Arbeits- und Sozialrecht
- Betriebs- und Volkswirtschaftslehre
- Kommunikations- und Rhetoriktrainings
- Gewerkschafts- und Gesellschaftskunde
- Beratungstechniken und Führungskompetenz
- Erarbeitung von Konfliktlösungsmodellen
- Strategien der BetriebsrätInnentätigkeit
- Durchsetzungs- und Verhandlungstrainings
- Betriebsrätliches Management